# Björn Johnson
Björn Håkan Johnson, född 15 februari 1971 i Jönköping, är en svensk statsvetare och professor i socialt arbete. Han har ofta deltagit i den offentliga debatten i narkotikapolitiska frågor.
Johnson disputerade 2003 i statsvetenskap vid Lunds universitet på avhandlingen Policyspridning som översättning: den politiska översättningen av metadonbehandling och husläkare i Sverige.
År 2017 utsägs Johnson till professor i socialt arbete vid Malmö universitet. Sedan 2023 är han professor vid Socialhögskolan, Lunds universitet. Johnsons forskningsområden är drogbruk, narkotikapolitik, sjukfrånvaro, policyforskning och våld i familjer.